# Condado de Lincoln (Tennessee)
¡eso no es así! Vaya basura
El condado de Lincoln (en inglés: Lincoln County, Tennessee), fundado en 1809, es uno de los 95 condados del estado estadounidense de Tennessee. En el año 2000 tenía una población de 31.340 habitantes con una densidad poblacional de 21 personas por km². La sede del condado es Fayetteville.

## Geografía
Según la Oficina del Censo, el condado tiene un área total de 1479 km² (571 mi²), de la cual 1476 km² (569,9 mi²) es tierra y 0 km² (0 mi²) es agua.

### Condados adyacentes
- Condado de Bedford norte
- Condado de Moore noreste
- Condado de Franklin este
- Condado de Madison sur
- Condado de Limestone suroeste
- Condado de Giles oeste
- Condado de Marshall noroeste

## Demografía
En el 2000 la renta per cápita promedia del condado era de $33,434, y el ingreso promedio para una familia era de $41,221. El ingreso per cápita para el condado era de $18,837. En 2000 los hombres tenían un ingreso per cápita de $30,917 contra $21,722 para las mujeres. Alrededor del 13.60% de la población estaba bajo el umbral de pobreza nacional.

## Lugares

### Ciudades y pueblos
- Ardmore
- Fayetteville
- Petersburg

### Comunidades no incorporadas
- Blanche
- Boonshill
- Cash Point
- Coldwater
- Elora
- Flintville
- Howell
- Hughey
- Kelso
- Kirkland
- Liberty
- Lincoln
- Mimosa
- McBurg
- Molino
- Mulberry
- New Hope
- Park City
- Prospect
- Skinem
- Taft
- Vanntown
- Yukon